# Verschleppung
Im deutschen Strafrecht ist die Verschleppung ein Verbrechen und steht samt Versuch bzw. Vorbereitung dazu nach § 234a StGB unter Strafe.

## Normgenese
Der Tatbestand wurde 1951 durch das Gesetz zum Schutz der persönlichen Freiheit eingeführt, da der Tatbestand des Menschenraubes (§ 234 StGB) zur Verfolgung entsprechender Aktionen des Staatssicherheitsdienstes der DDR und anderer östlicher Geheimdienste im Westen zu eng gefasst war und die Vorschrift über die Freiheitsberaubung als nicht streng genug angesehen wurde. Anfang der 1990er Jahre gewann der Tatbestand wieder Bedeutung bei Gerichtsverfahren zur Aufarbeitung von staatlichem Unrecht der DDR.

## Tatbestand
(1) Wer einen anderen durch List, Drohung oder Gewalt in ein Gebiet außerhalb des räumlichen Geltungsbereichs dieses Gesetzes verbringt oder veranlaßt, sich dorthin zu begeben, oder davon abhält, von dort zurückzukehren, und dadurch der Gefahr aussetzt, aus politischen Gründen verfolgt zu werden und hierbei im Widerspruch zu rechtsstaatlichen Grundsätzen durch Gewalt- oder Willkürmaßnahmen Schaden an Leib oder Leben zu erleiden, der Freiheit beraubt oder in seiner beruflichen oder wirtschaftlichen Stellung empfindlich beeinträchtigt zu werden, wird mit Freiheitsstrafe nicht unter einem Jahr bestraft.
(2) In minder schweren Fällen ist die Strafe Freiheitsstrafe von drei Monaten bis zu fünf Jahren.
(3) Wer eine solche Tat vorbereitet, wird mit Freiheitsstrafe bis zu fünf Jahren oder mit Geldstrafe bestraft.
Die Höchststrafe beträgt in den Fällen des Absatz 1 gemäß § 38 StGB fünfzehn Jahre Freiheitsstrafe.
Die Tat ist bei Begehung im Ausland nach § 5 Nr. 6 StGB als Tat „mit besonderem Inlandsbezug“ unter deutschem Recht strafbar, wenn sie sich gegen eine Person richtet, die zur Zeit der Tat Deutsche ist und ihren Wohnsitz oder gewöhnlichen Aufenthalt im Inland hat.
In anderen Fällen gilt ggf. das Strafanwendungsrecht nach § 6 und § 7 StGB.

## Verwandte Regelungskonzepte
Verwandte Regelungskonzepte, auch im internationalen Kontext, sind u. a. Menschenhandel und Menschenschmuggel.